# Вёска (Псковская область)
Вёска — деревня в Новоржевском районе Псковской области России. Входит в состав  Выборской волости.
Расположена в 45 км к северу от города Новоржев на реке Милья.

## Население
| 2001 | 2002 | 2010 |
| ---- | ---- | ---- |
| 293  | ↘275 | ↘217 |

Численность населения по состоянию на конец 2000 года составляла 293 жителя.

## История
С 1995 до 2015 года деревня была административным центром ныне упразднённой Вёскинской волости.